# More Demi Moore

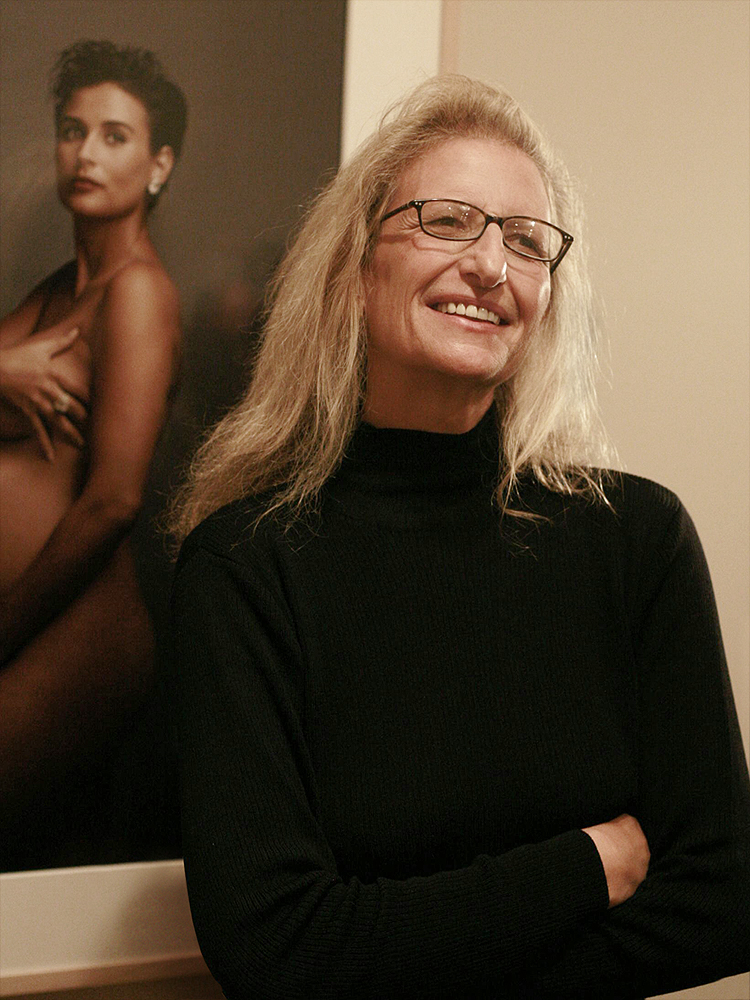
Annie Leibovitz před slavným snímkem More Demi Moore pro časopis Vanity Fair, 2008

More Demi Moore nebo obálka vydání magazínu Vanity Fair ze srpna 1991 byla kontroverzní fotografie aktu typu handbra těhotné Demi Moore v sedmém měsíci, kterou pořídila Annie Leibovitz pro obálku vydání Vanity Fair jako upoutávku na hlavní článek o Mooreové.
Snímek měl značný společenský dopad. Ve chvíli, kdy byl zveřejněn na titulní straně magazínu, několik celebrit začalo pózovat na fotografiích v pokročilém stádiu těhotenství, i když ne nutně nazí jako Demi Moore. Tento trend učinil z těhotenských fotografií módní trend a vytvořil „vzkvétající podnikání“. Fotografie je jednou z nejoceňovanějších obálek časopisů všech dob a patří k nejznámějším dílům Leibovitzové. Podle jedné z respondentů dokumentárního filmu o Leibovitzové tato fotografie na obálce zvýšila náklad časopisu Vanity Fair z 800 000 na 1 000 000 výtisků.
Fotografie byla několikrát parodována, i v rámci reklamy na film Bláznivá střela 33 a 1/3: Poslední trapas (1994). To vedlo k soudnímu procesu v roce 1998 Leibovitz versus Paramount Pictures Corp.

## Základní informace
Annie Leibovitz (* 2. října 1949, Watebury, Connecticut) je významná americká fotografka která přešla od novinářské tvorby k portrétní fotografii. Působila v časopisech Rolling Stones a Vanity Fair. Proslavila se především inscenovanými portréty amerických prominentů a celebrit z politiky, vědy a kultury.
Před jejím objektivem stáli například Brad Pitt, David Lynch, Bill Clinton, Alžběta II. nebo rodina prezidenta Baraka Obamy. Používá takzvanou konceptuální kompozici a velmi často svými snímky provokuje.